# Dirac (videokompressionsformat)
 For alternative betydninger, se Dirac. (Se også artikler, som begynder med Dirac)
Dirac er en åben og royalty-fri videokompressionsformat, specifikation og system udviklet af BBC Research ved BBC.

Schrödinger og dirac-research (tidligere kun kaldet 'Dirac') er åbne og royalty-fri software implementering (video codecs) af Dirac. Dirac-formatets mål er at tilbyde højkvalitets videokompression til Ultra HDTV og mere, og konkurrere med eksisterende formater såsom H.264, H.265 og VC-1.
Specifikationen blev afsluttet i januar 2008 og yderligere udvikling er kun fejlretning.
 
I september af dette år, blev en delmængde af version 1.0.0 I-frame kendt som Dirac Pro udgivet
 
og er siden blevet standardiseret af SMPTE som VC-2.

 
Version 2.2.3 af den fulde Dirac specifikation, inklusive billedkompensation og inter-frame kodning, blev udgivet nogle dage senere.
 
Dirac Pro blev anvendt internt af BBC til at udsende HDTV ved Sommer-OL 2008.

Formatets implementering er navngivet til ære for de teoretiske fysikere Paul Dirac og Erwin Schrödinger, som delte 1933 Nobelprisen i fysik.

## Teknologi
Dirac understøtter opløsninger på HDTV (1920x1080) og højere – og benytter Wavelet-kompression.